# Frederic Leighton
Frederic Leighton, primer Barón Leighton (Scarborough, Yorkshire; 3 de diciembre de 1830-Londres, Inglaterra; 25 de enero de 1896), fue un pintor y escultor inglés. Sus trabajos se centraban en temáticas históricas, bíblicas y clásicas. Fue además Baronet (Bt), Caballero Bachelor (Kt), Presidente de la Royal Academy (PRA).

## Datos biográficos
Leighton nació en Scarborough en una familia dedicada a los negocios de importación y exportación. Estudió en la University College School, Londres. Recibió su educación artística en el continente europeo, primero de la mano de Eduard Von Steinle y después de Giovanni Costa. A la edad de 24 años, viajó a Florencia, donde asistió a la Academia de Florencia y pintó el monumental lienzo Procesión a través de las calles de Florencia de la Madonna de Cimabue (ahora en la National Gallery de Londres). Vivió de 1855 a 1859 en París, donde conoció a Jean Auguste Dominique Ingres, a Eugène Delacroix, a Jean-Baptiste Camille Corot y a Millet.[cita requerida]
En 1860, se trasladó a Londres, donde se asoció a los Prerrafaelitas. Diseñó la tumba de Elizabeth Barrett Browning, por encargo de Robert Browning, para el English Cemetery de Florencia, en 1861. En 1864, se convirtió en socio de la Royal Academy, y en 1878 pasó a ser su presidente (1878-1896). La escultura que realizó en 1877, Atleta luchando con una pitón, fue considerada en su momento el renacimiento de la escultura británica contemporánea, y se consagró como el origen y mayor exponente del movimiento de la New Sculpture. Sus cuadros representaron a Inglaterra en la Exposición Universal de París, en 1900.
Leighton fue ordenado Caballero Bachelor en el castillo de Windsor, en 1878, y se le concedió el título de baronet, ocho años más tarde. Fue el primer pintor al que se le otorgó el Par, en la Lista de Honores de Año Nuevo de 1896. La patente que lo convirtió en Barón Leighton de Stretton en el Condado de Shropshire, se hizo pública el 24 de enero de 1896; Leighton murió al día siguiente, de una angina de pecho.[cita requerida]
Como no estaba casado, tras su muerte su baronía desapareció tras sólo un día de existencia; este es el récord de un Par. Su casa en Holland Park, Londres, se ha transformado en un museo, el Leighton House Museum. Contiene un número significativo de sus dibujos y pinturas, así como algunas de sus esculturas (incluido el Atleta luchando con una pitón). En la casa, también se muestran muchas de sus inspiraciones, como su colección de azulejos nicenos. La parte central es el magnífico salón árabe que apareció en el número diez de la revista Cornucopia.

### Cronología
- 1864 - Socio de la Royal Academy
- 1868 - Académico de la Royal Academy
- 1878 - Presidente de la Royal Academy
- 1878 - Oficial de la Legión de Honor
- 1878 - Ordenado caballero
- 1889 - Miembro asociado al Instituto de Francia
- 1896 - Nombrado Par británico

## Obras destacadas

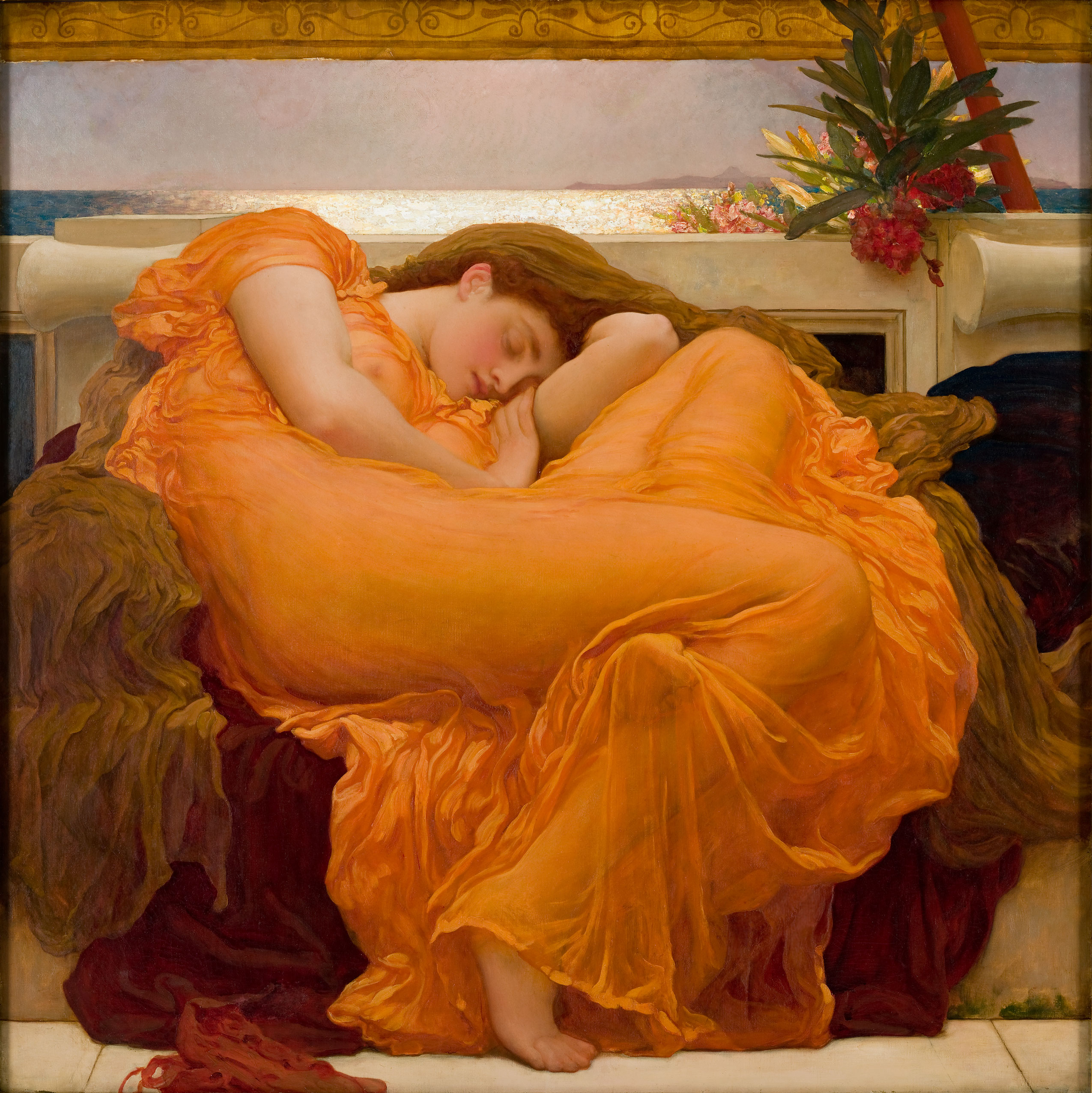
Junio ardiente (1830-1896).

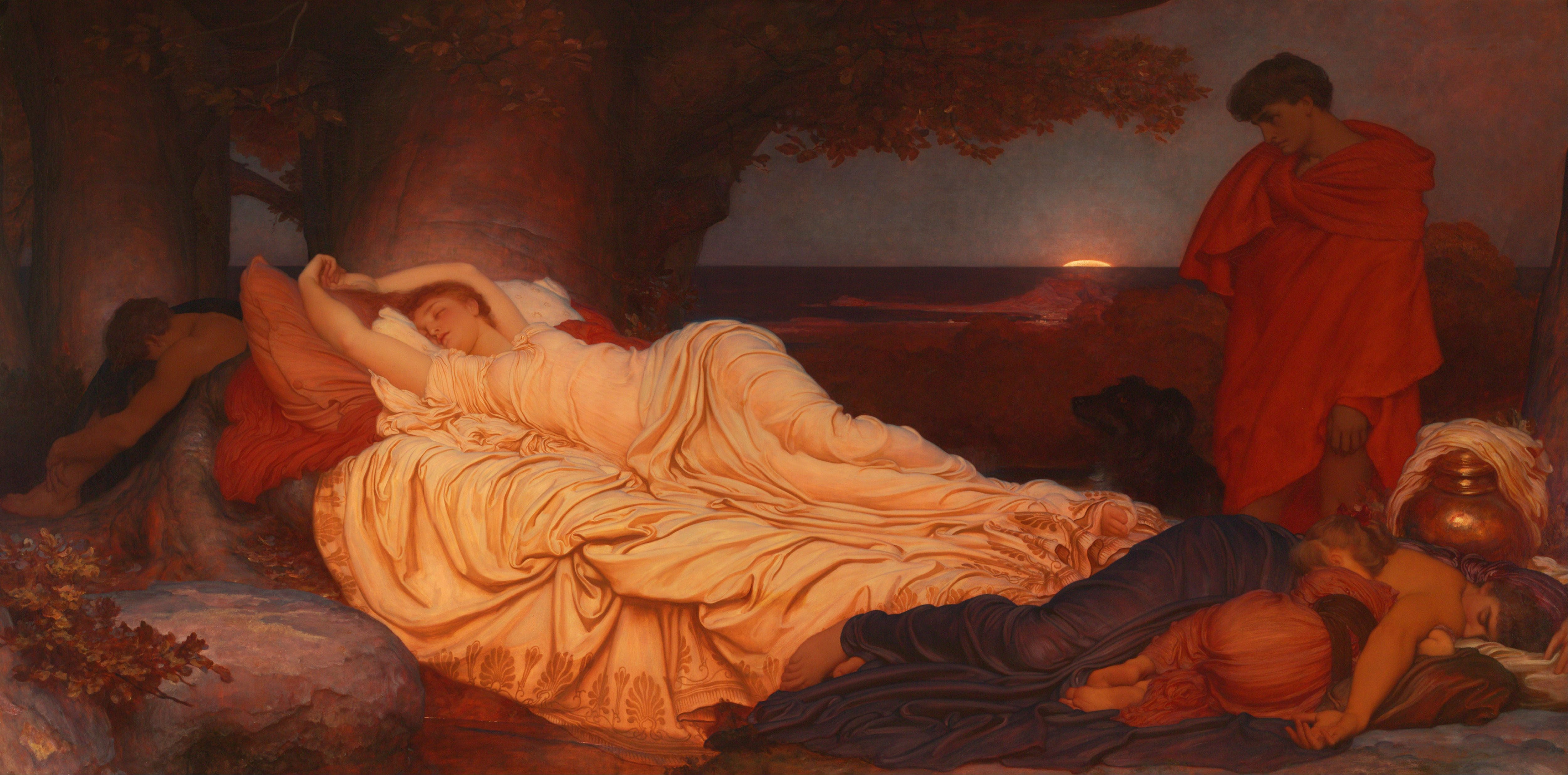
Cimón e Ifigenia (1884).

- Death of Brunelleschi (La muerte de Brunelleschi) (1852), óleo sobre lienzo.
- Cimabue's Celebrated Madonna is carried in Procession through the Streets of Florence (Procesión a través de las calles de Florencia de la madonna de Cimabue) (1853-1855), óleo sobre lienzo; Royal Collection (en depósito en la National Gallery de Londres). Esta fue su primera obra importante, y se exhibió en la Royal Academy. A la Reina Victoria le gustó tanto que lo compró por 600 guineas el día que se inauguró la exhibición.[2]
- The Fisherman and the Siren (El pescador y la sirena), c. 1856 - 1858 (66.3 x 48.7 cm)
- The Discovery of Juliet Apparently Lifeless (El descubrimiento de Julieta aparentemente muerta), c. 1858.[3]
- The Villa Malta, Rome (Villa Malta, Roma) (década de 1860), óleo sobre lienzo.[4]
- The Painter's Honeymoon (La luna de miel del pintor), c. 1864 (83.8 x 77.5 cm)
- Mother and child (Madre e hijo), c. 1865 (48.2 x 82 cm)
- Actaea, the Nymph of the Shore (Actaea, la ninfa de la orilla) (1868), óleo sobre lienzo, (57.2 x 102.2 cm) National Gallery of Canada, Ottawa.[5]
- Daedalus and Icarus (Dédado e Ícaro), c. 1869 (138.2 x 106.5 cm)
- Hercules Wrestling with Death for the Body of Alcestis (Hércules luchando con la muerte por el cuerpo de Alcestis) (1869-71) (132.4 x 265.4 cm)
- Greek Girls Picking up Pebbles by the Sea (Muchachas griegas recogiendo guijarros en el mar), c. 1871 (84 x 129.5 cm).
- Music Lesson (Lección de música), c. 1877 (92.8 x 118.1 cm)
- An Athlete Wrestling with a Python (Atleta luchando con una pitón) (1877), escultura de bronce.[6]
- Nausicaa, c. 1878 (145 x 67 cm)
- Winding the Skein (Hilo de la madeja), c. 1878 (100.3 x 161.3 cm)
- Light of the Harem (Luz del harén), c. 1880 (152.4 x 83.8 cm)
- Wedded (Casado), (c. 1881 - 1882) (145.4 x 81 cm)
- Captive Andromache (El rapto de Andrómaca), c. 1888 (197 x 406.5 cm)
- The Bath of Psyche (El baño de Psyche), (c. 1889−90) (189.2 x 62.2 cm) en el Tate Gallery
- The Garden of the Hesperides (El jardín de las Hespérides), c. 1892 (169 x 169 cm).[7]
- Flaming June (Sol ardiente de junio) (1895), óleo sobre lienzo, Museo de Arte de Ponce (120.6 x 120.6 cm)
- The Parable of the Wise and Foolish Virgins (La parábola de las vírgenes sabias y tontas), fresco.[8]
- The Armlet (El brazalete)
- Phoebe (55.88 x 60.96 cm)
- A Bather (Una bañista)
- The Leighton Frescoes (Los frescos de Leighton), compuestos por dos obras: The Arts of Industry as Applied to War (Las artes de la industria aplicadas a la guerra) y The Arts of Industry as Applied to Peace (Las artes de la industria aplicadas a la paz)
- The Return of Persephone (El regreso de Perséfone)

## Galería
En esta sección se muestran algunas de las obras mencionadas anteriormente: 

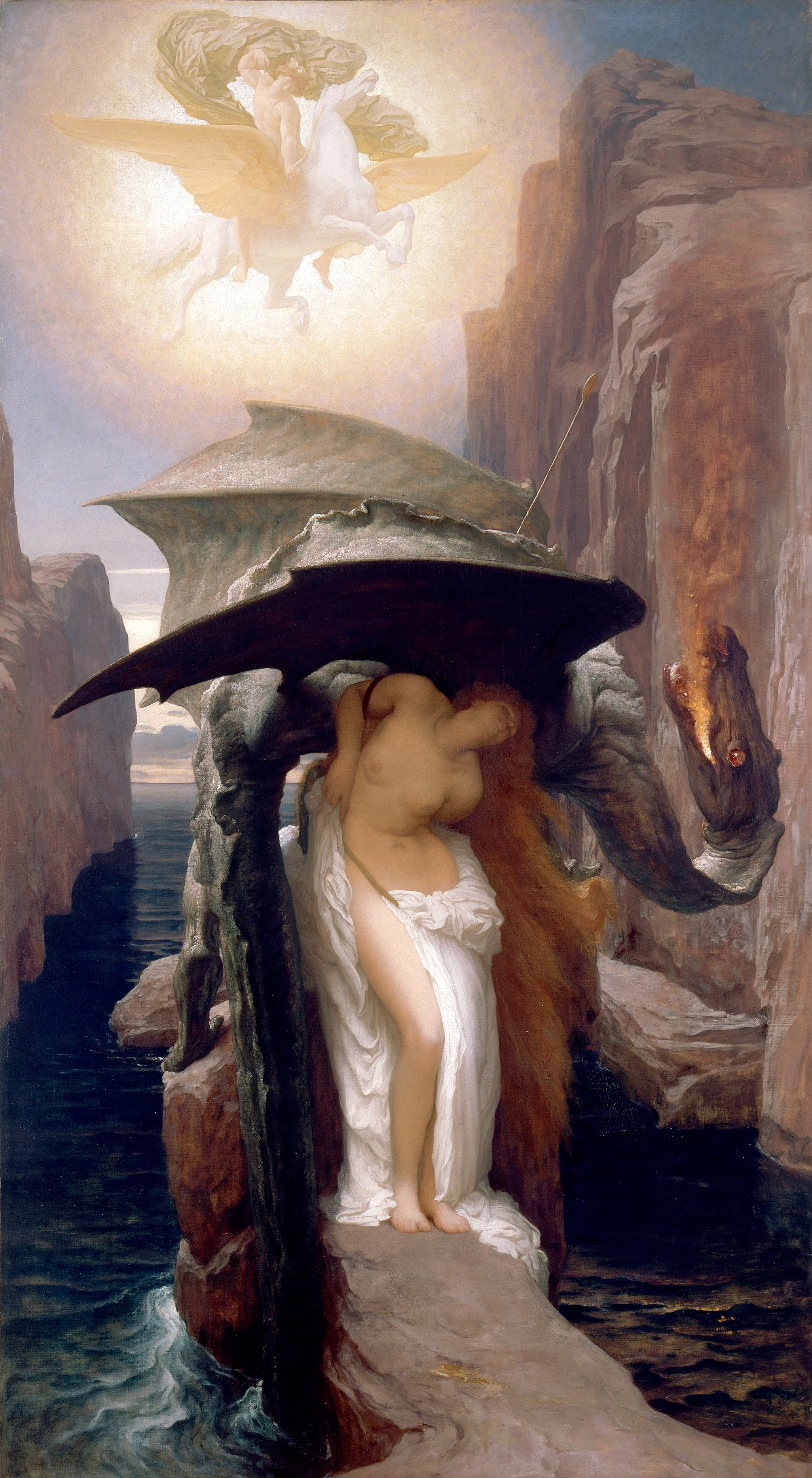
Perseo y Andrómeda, 1891, Walker Art Gallery, Liverpool.
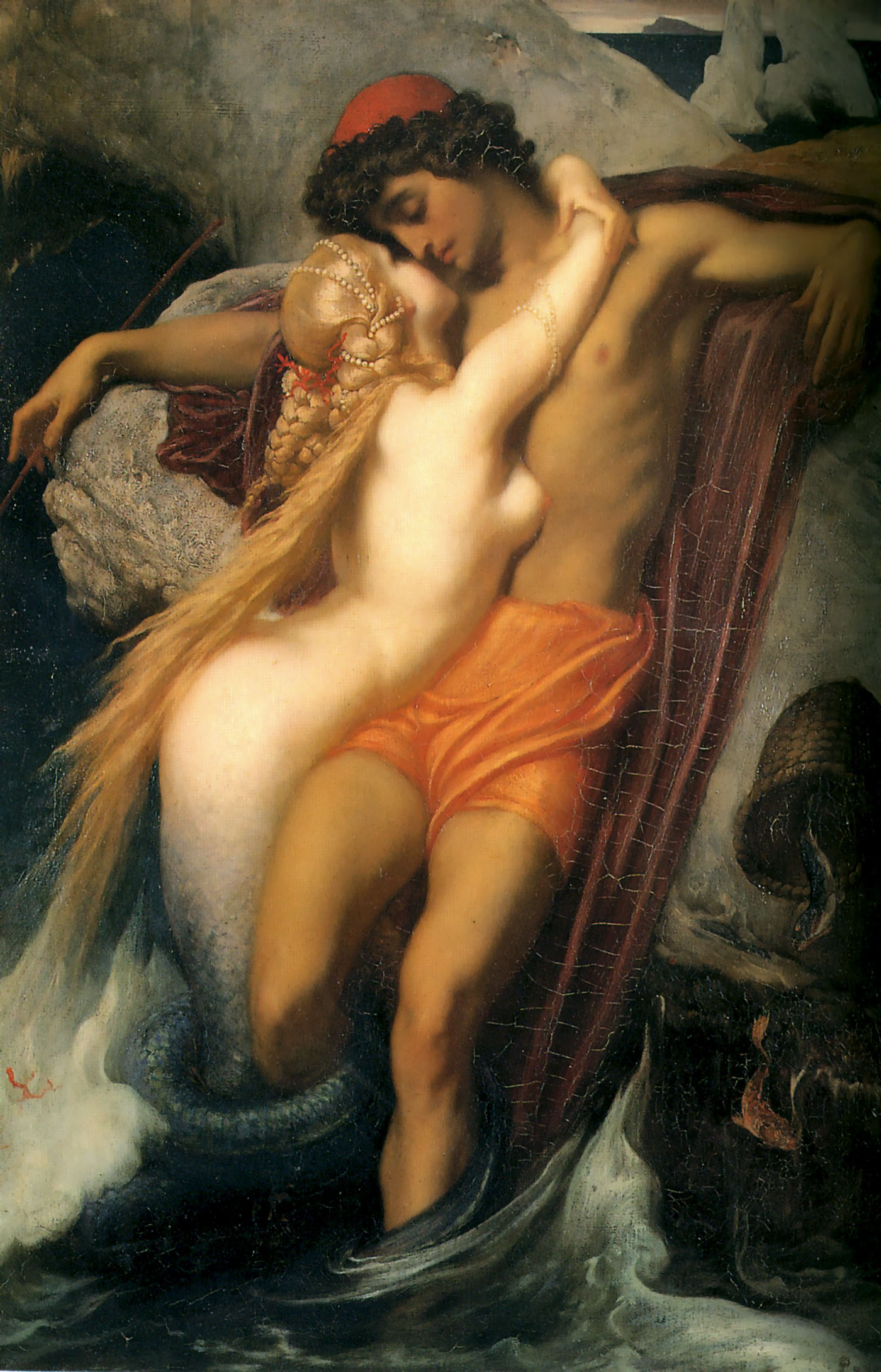
El pescador y la sirena, c. 1856–1858, colección privada.
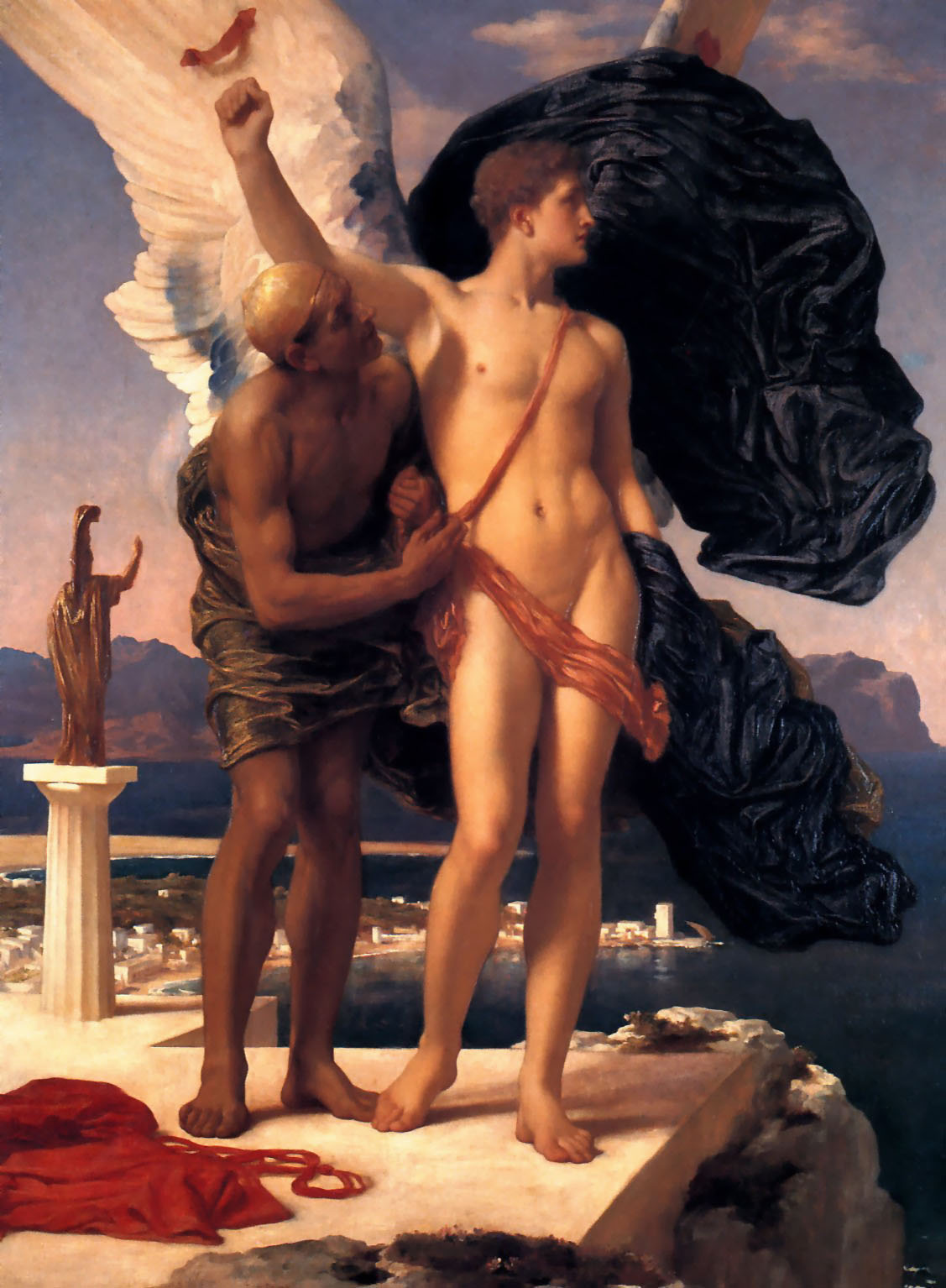
Ícaro y Dédalo, c. 1869
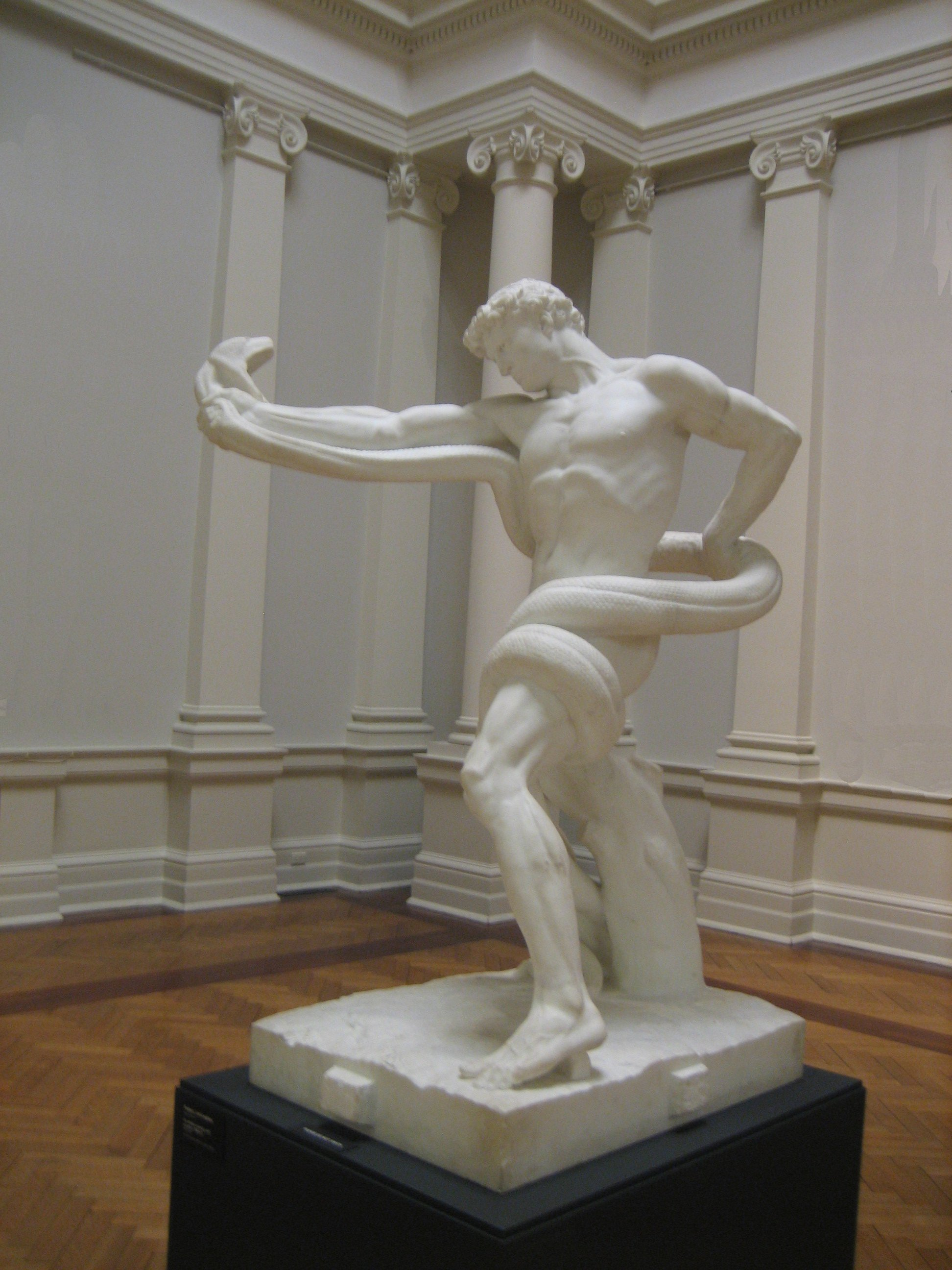
Atleta luchando con una pitón, escultura de mármol blanco réplica de la original en bronce, 1888–1891, colección privada.
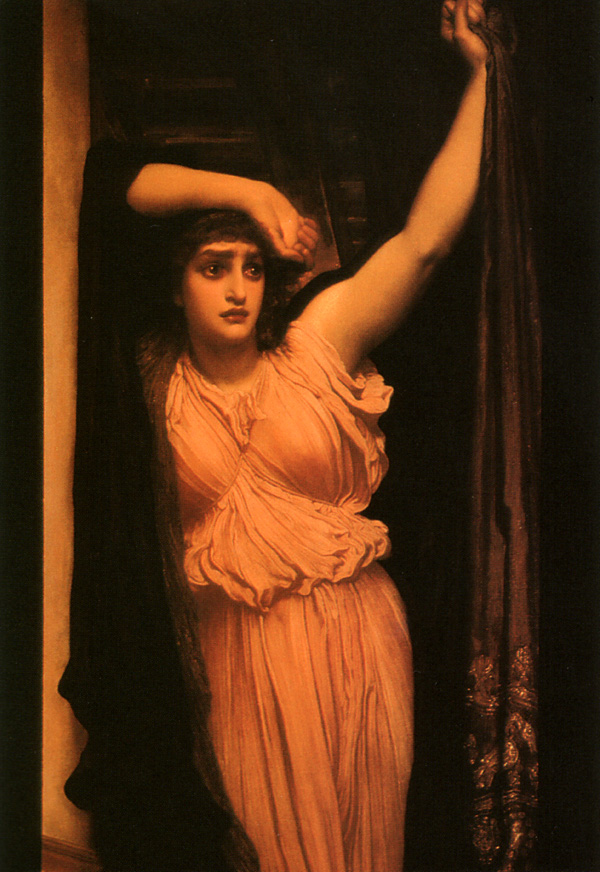
La última mirada de Hero, c. 1880
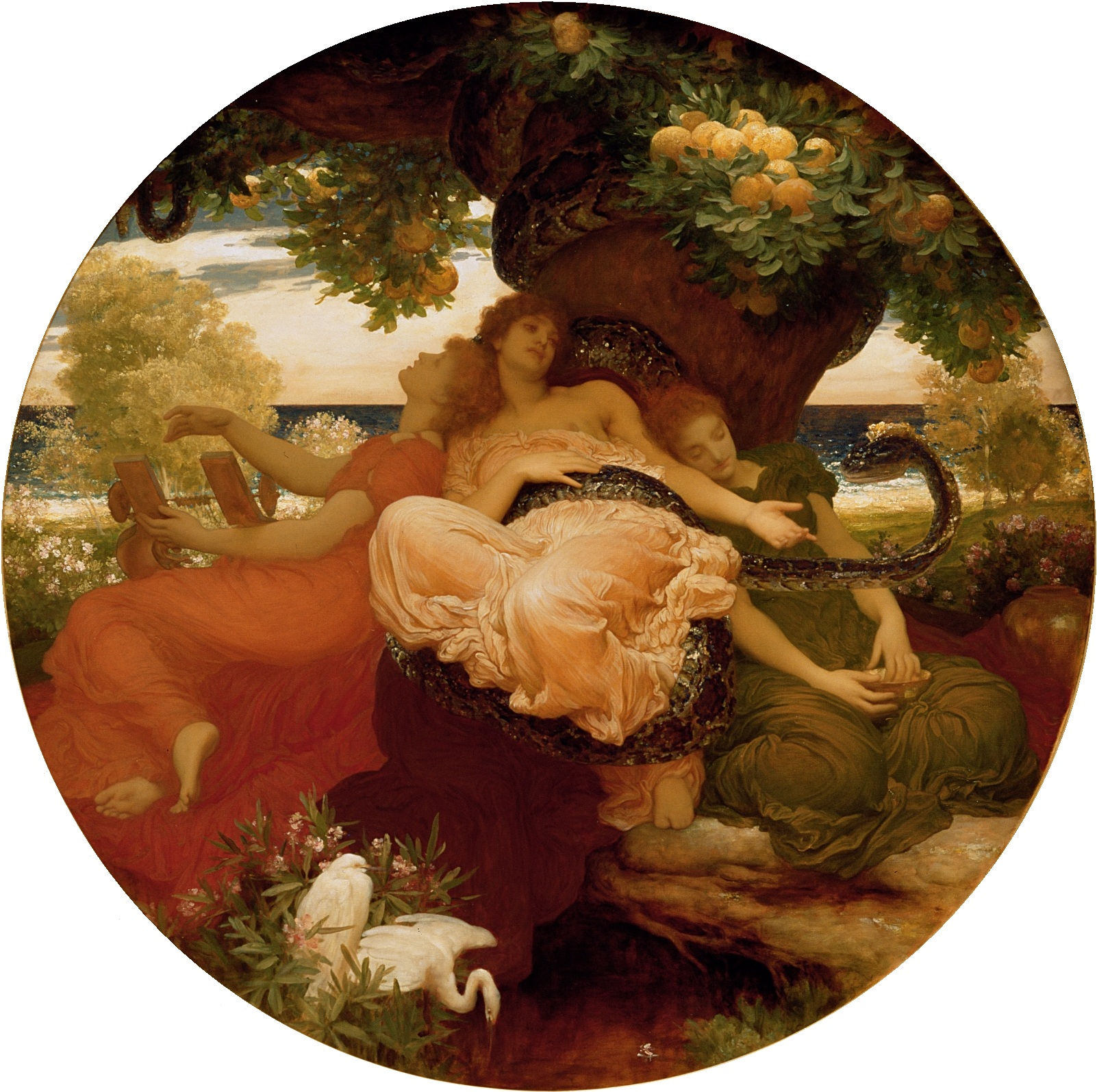
El jardín de las Hespérides, óleo sobre lienzo, 1892, en el Lady Lever Art Gallery.
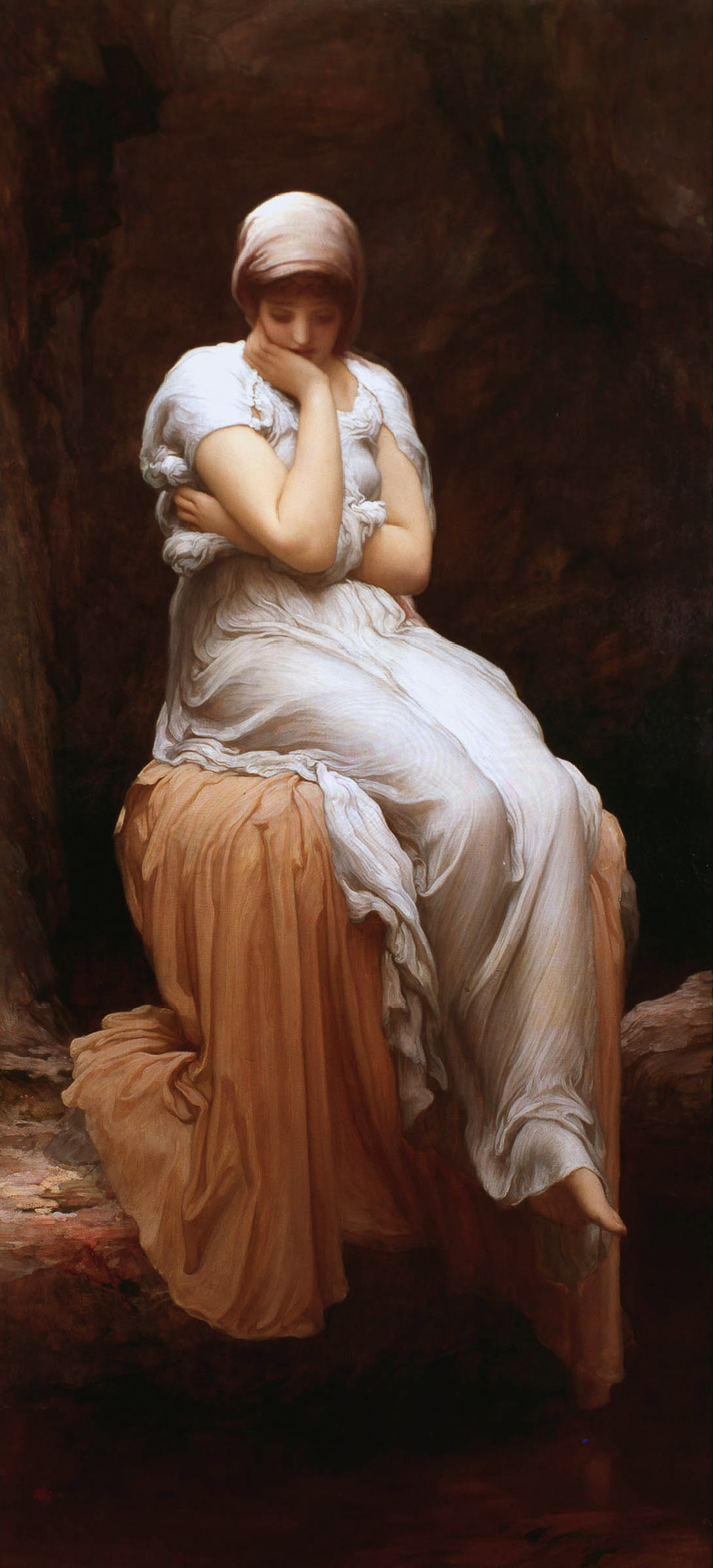
Soledad, c. 1890, Museo de Arte Maryhill, Washington D. C.
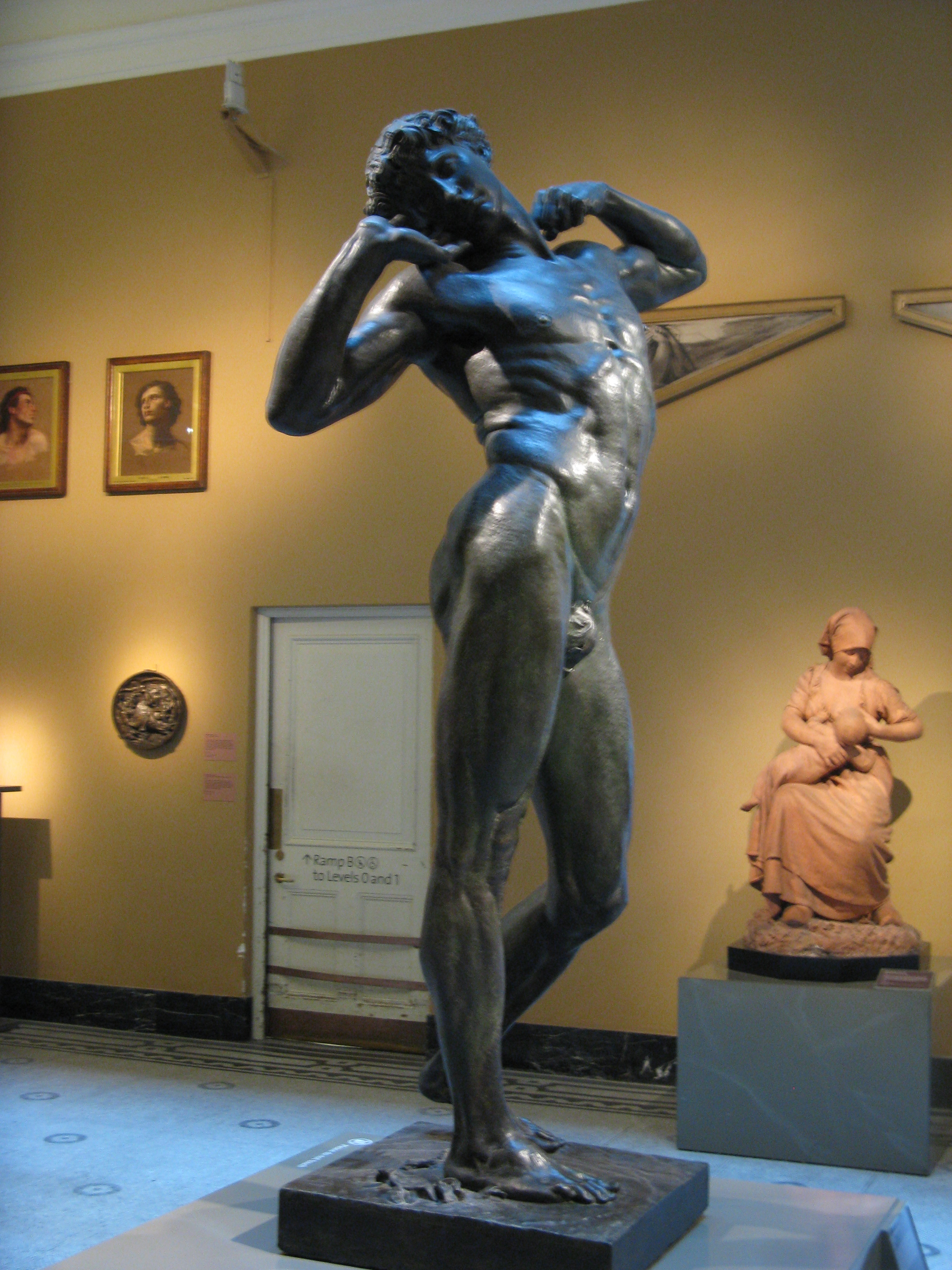
El perezoso, Museo de Victoria y Alberto, Londres.
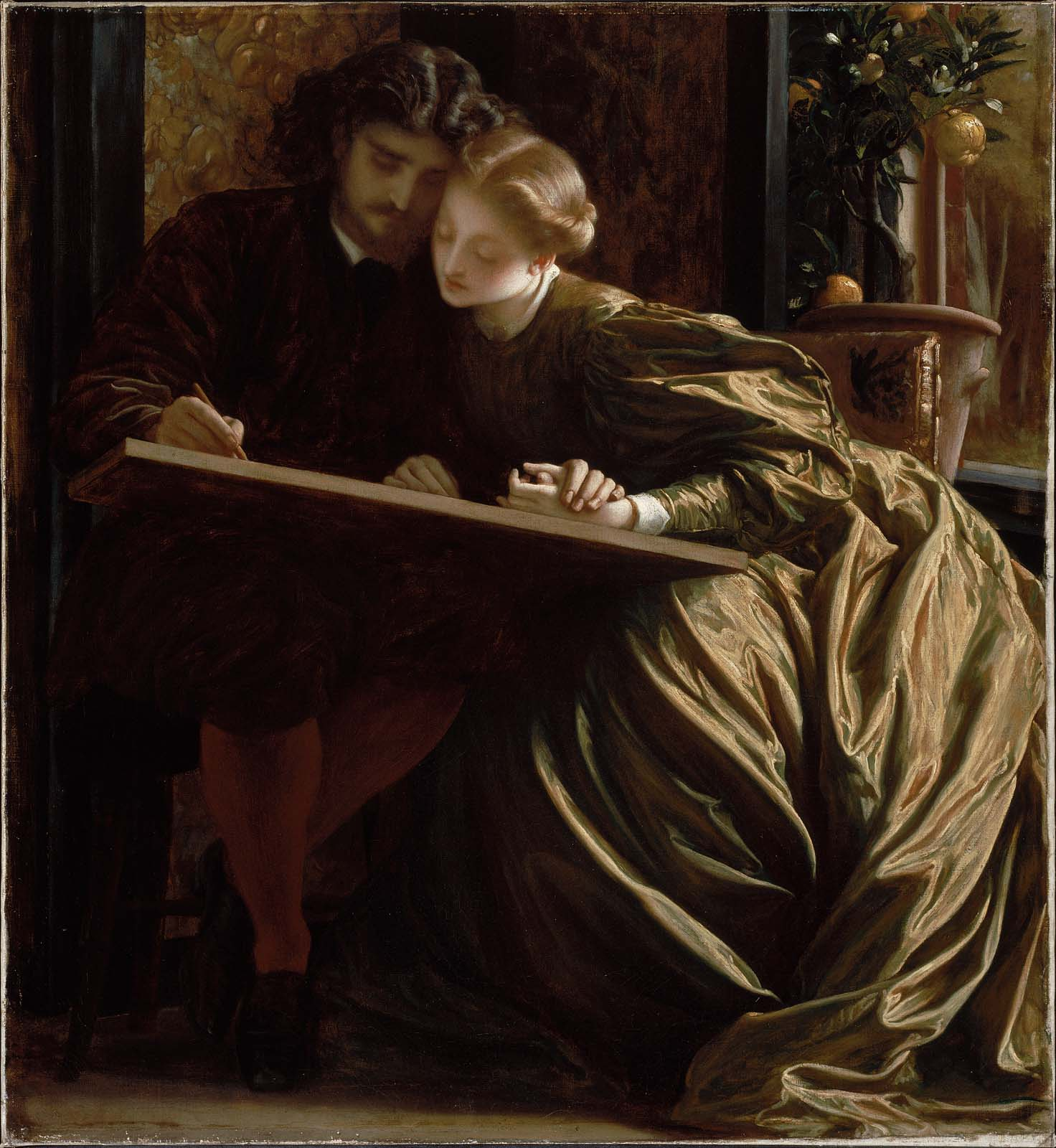
La luna de miel del pintor, 1864, Museo de Bellas Artes (Boston).
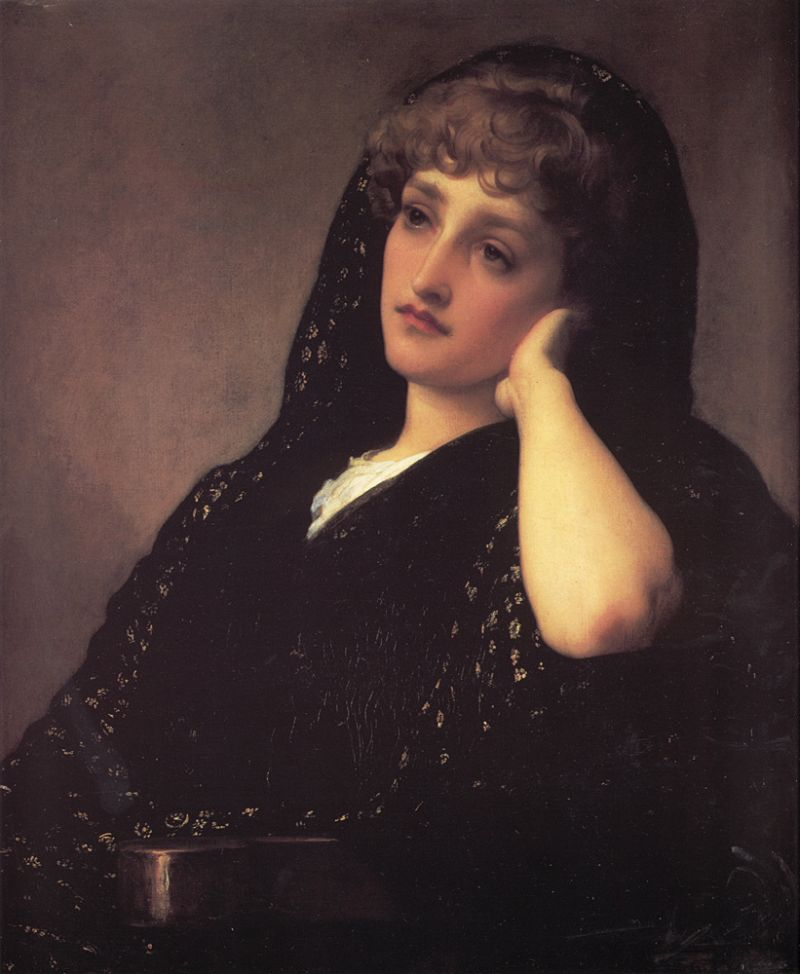
Memorias, 1883.
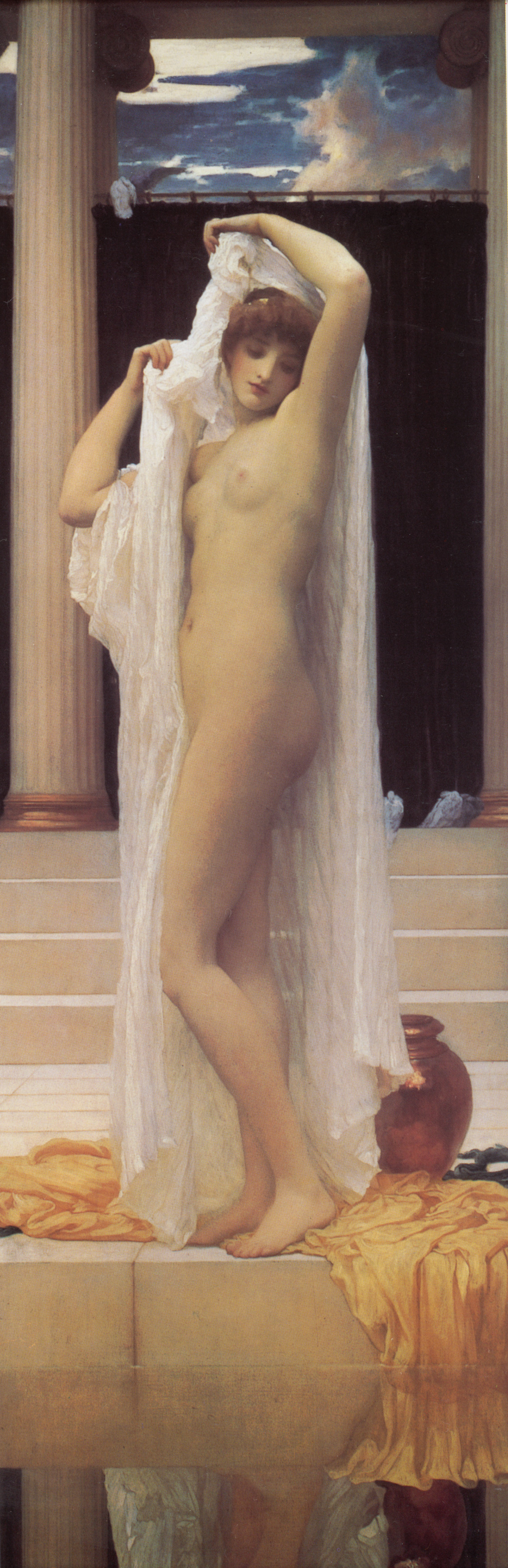
El baño de Psique, 1879.
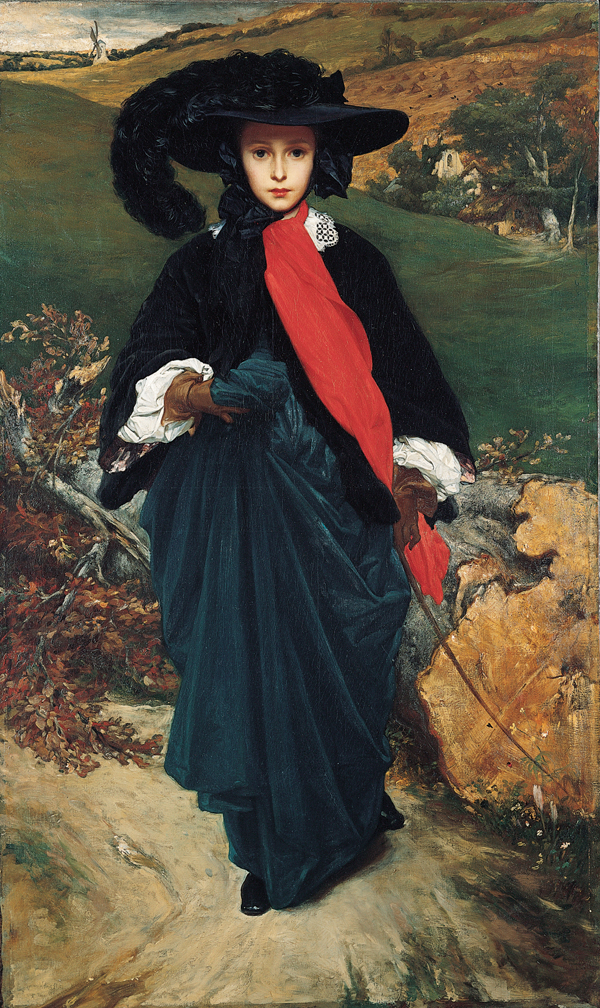
Retrato de May Sartoris, c. 1860, Kimbell Art Museum.
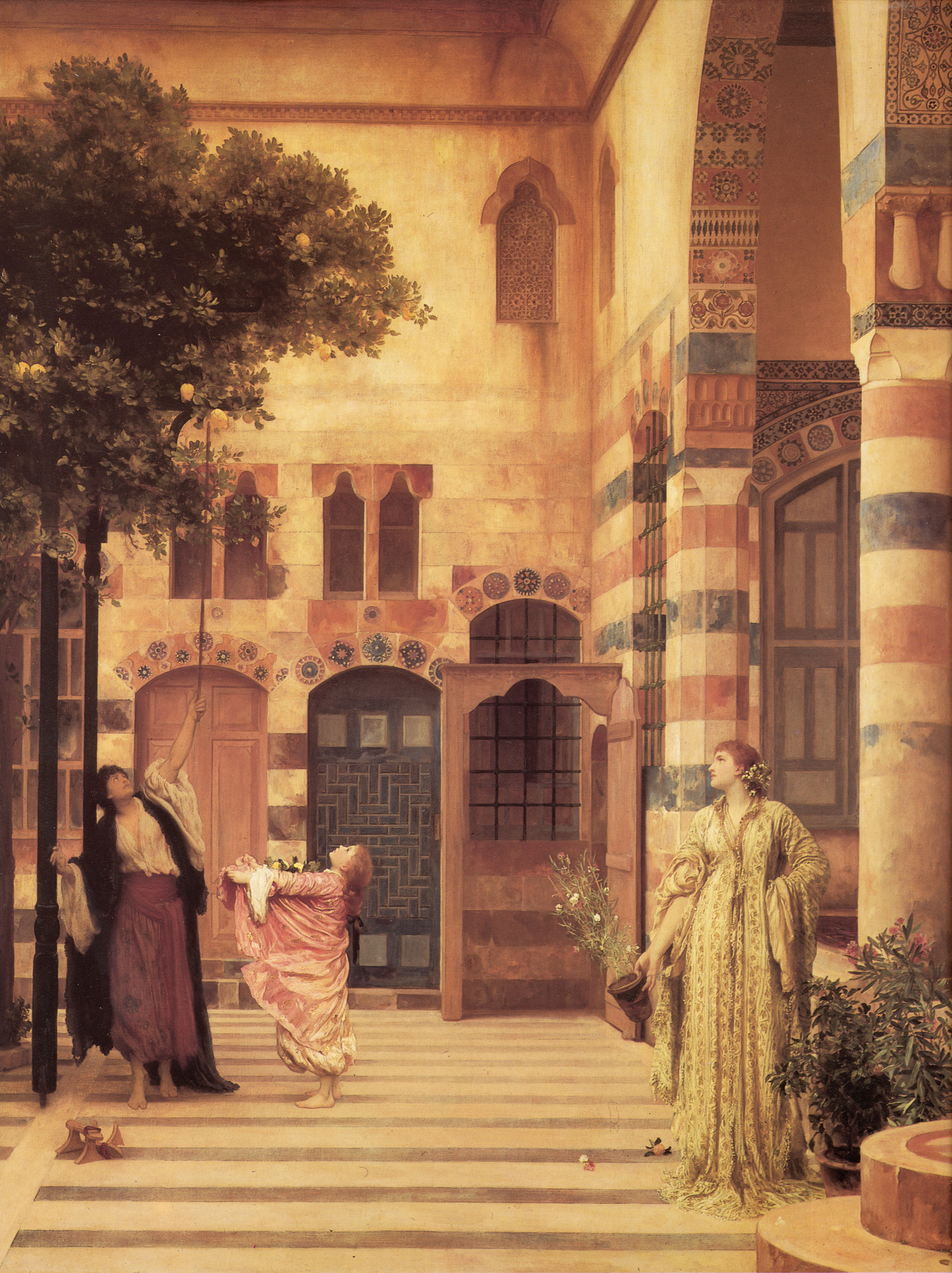
Barrio judío de Damasco, 1874.
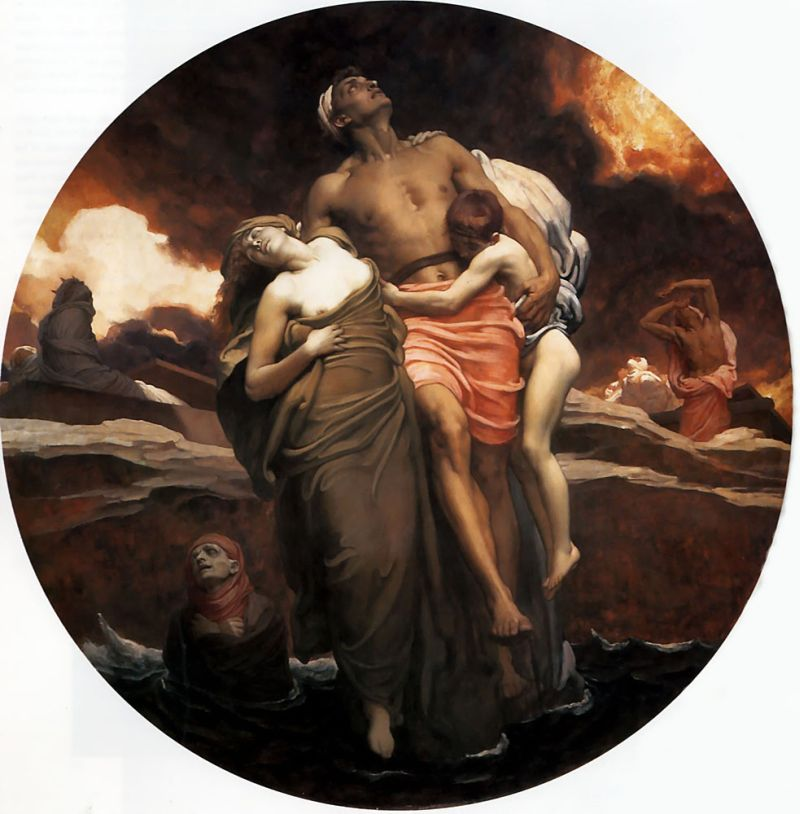
Y el mar devolvió a los que habían muerto en él, 1892, Tate Britain.

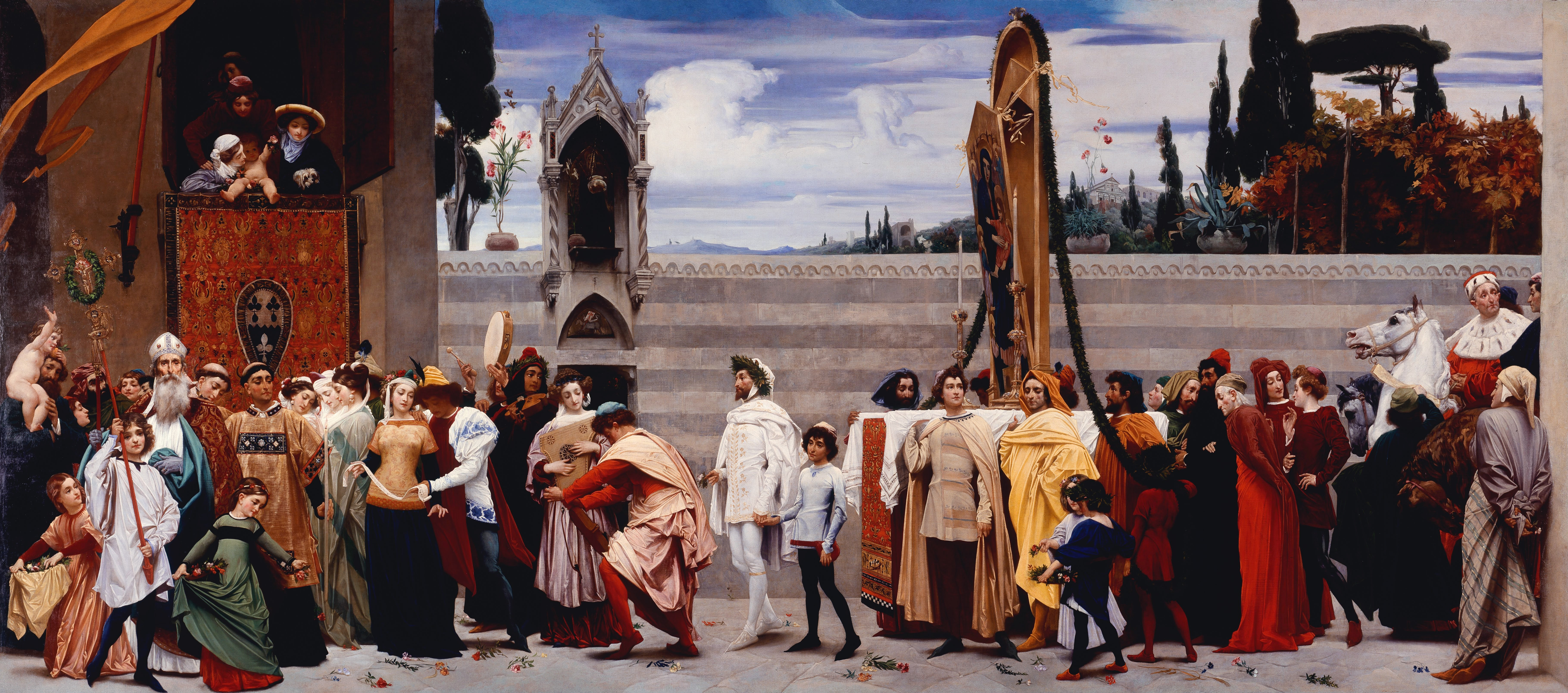
Procesión a través de las calles de Florencia de la madonna de Cimabue, 1853-1855
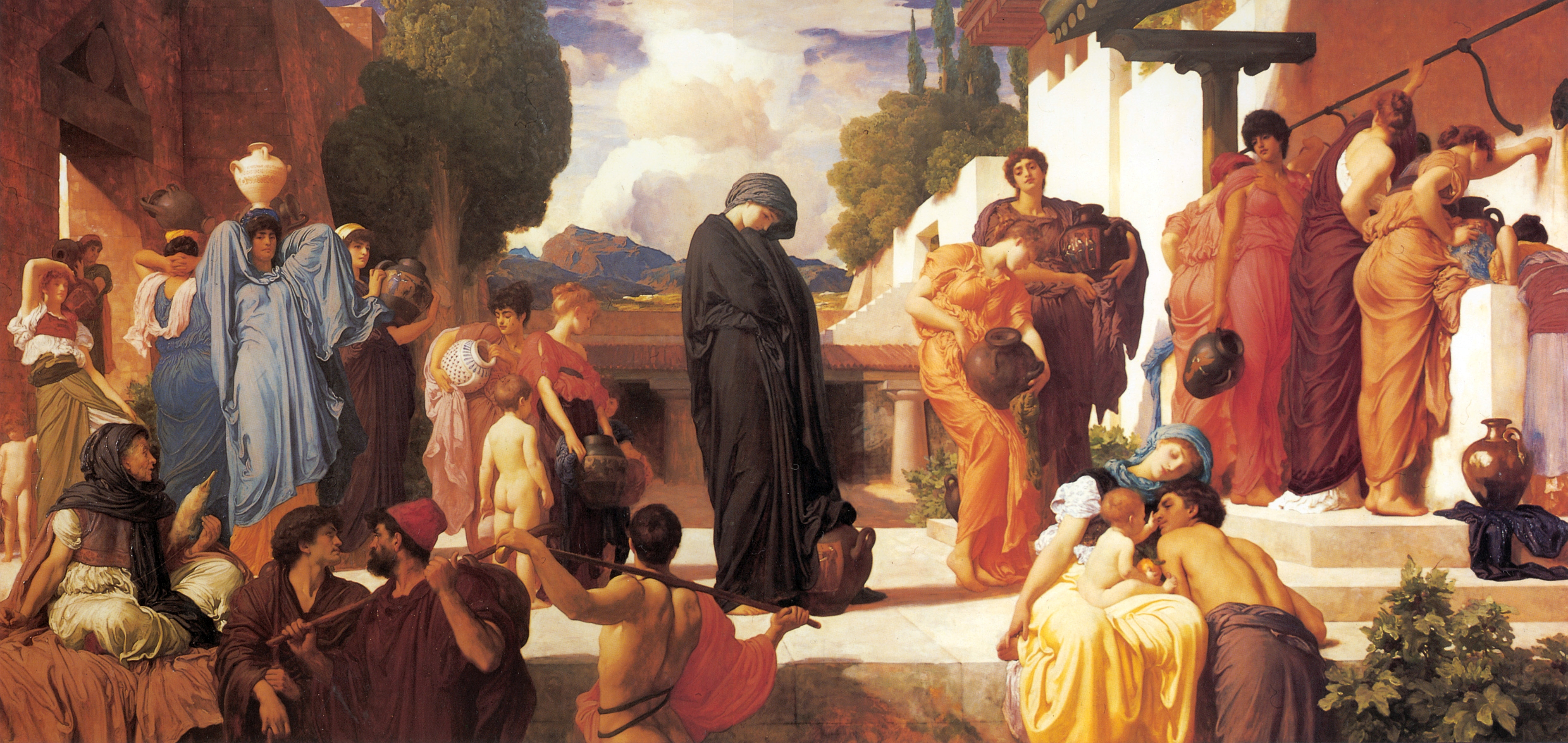
Rapto de Andrómaca, óleo sobre lienzo, 1886–1888, en el Manchester City Art Gallery.
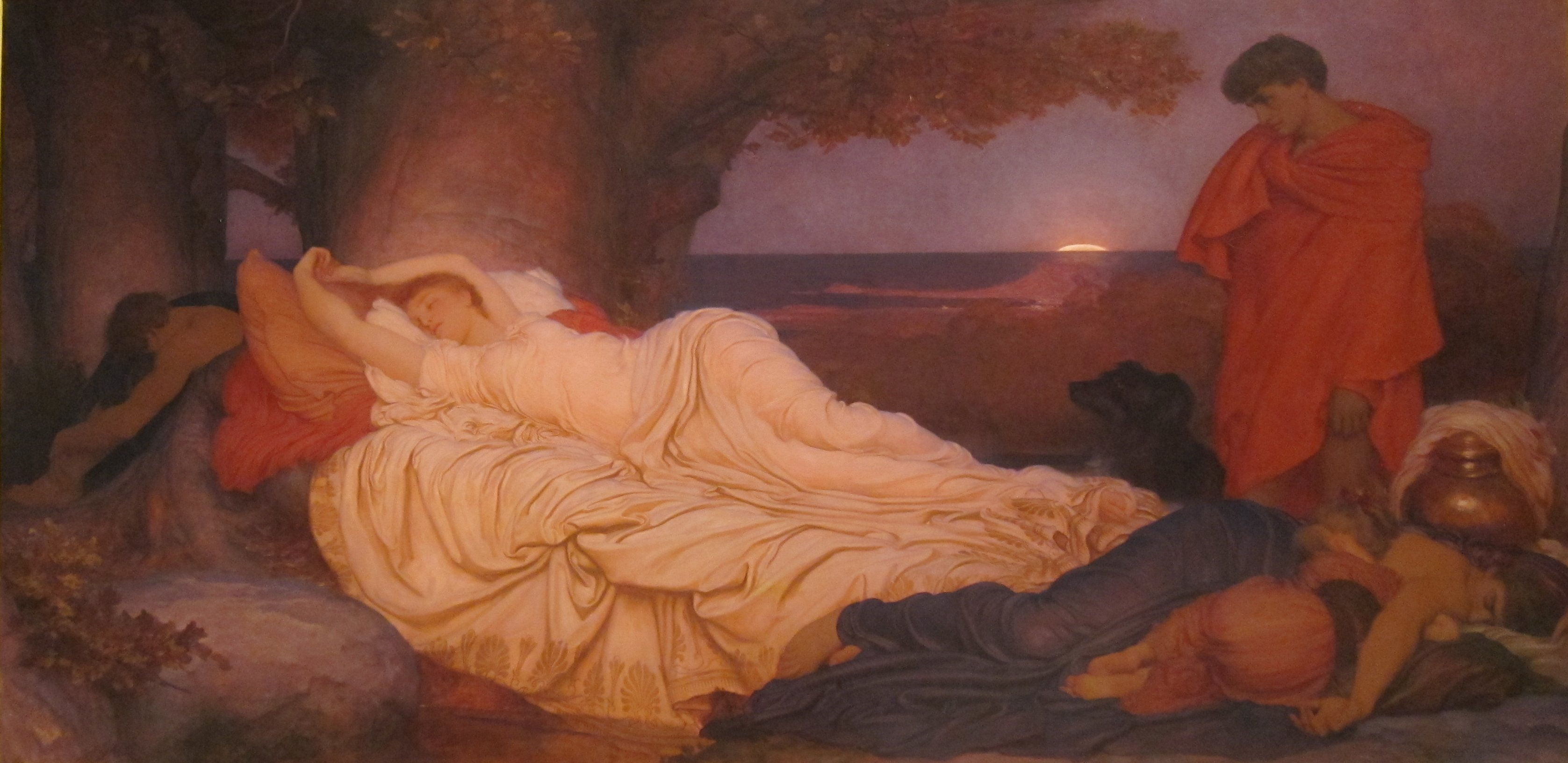
Cimón e Ifigenia, 1884, Galería de Arte de Nueva Gales del Sur.
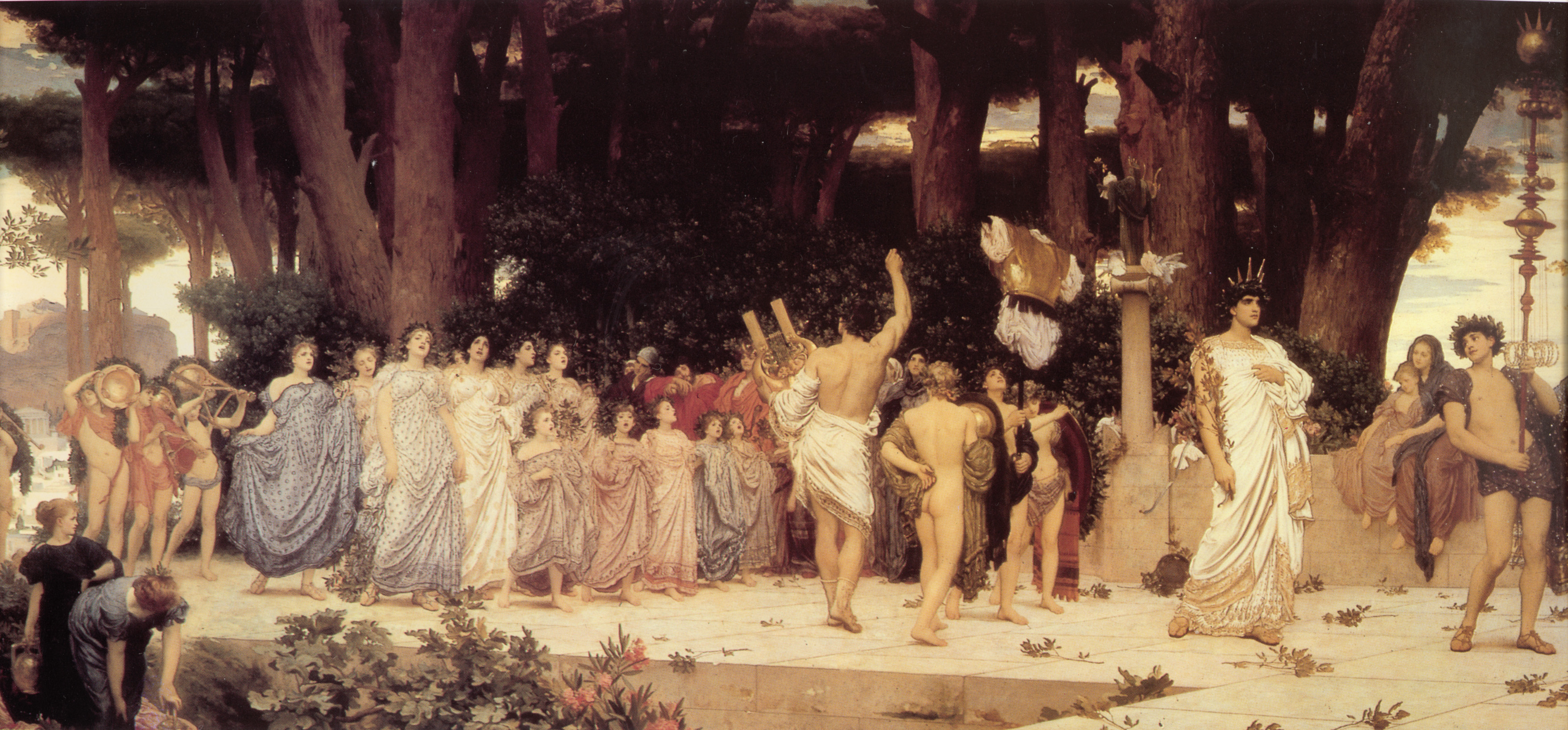
Dafneforias, 1874–1876, Galería de Arte Lady Lever.
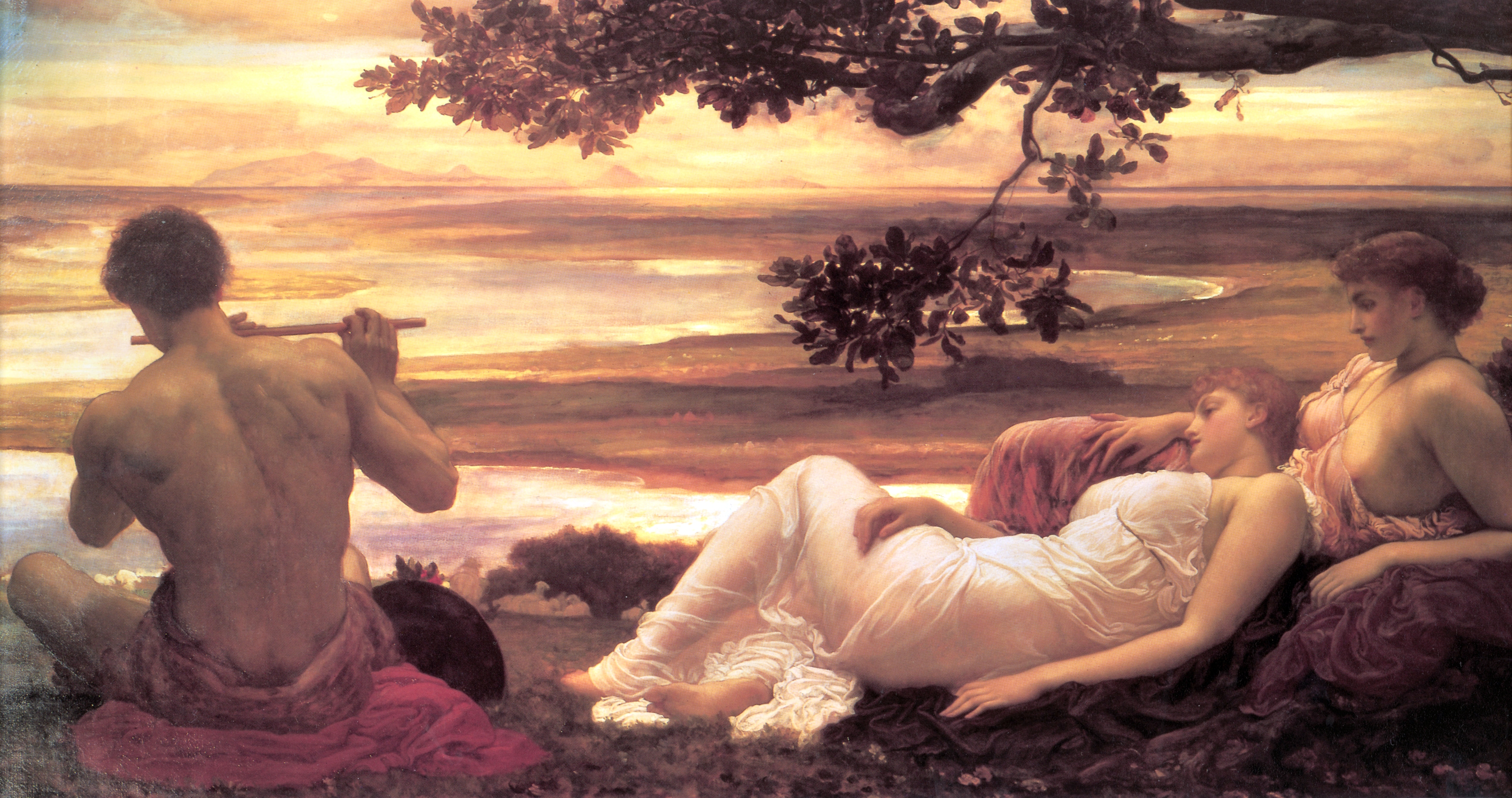
Idilio, c. 1880-81.
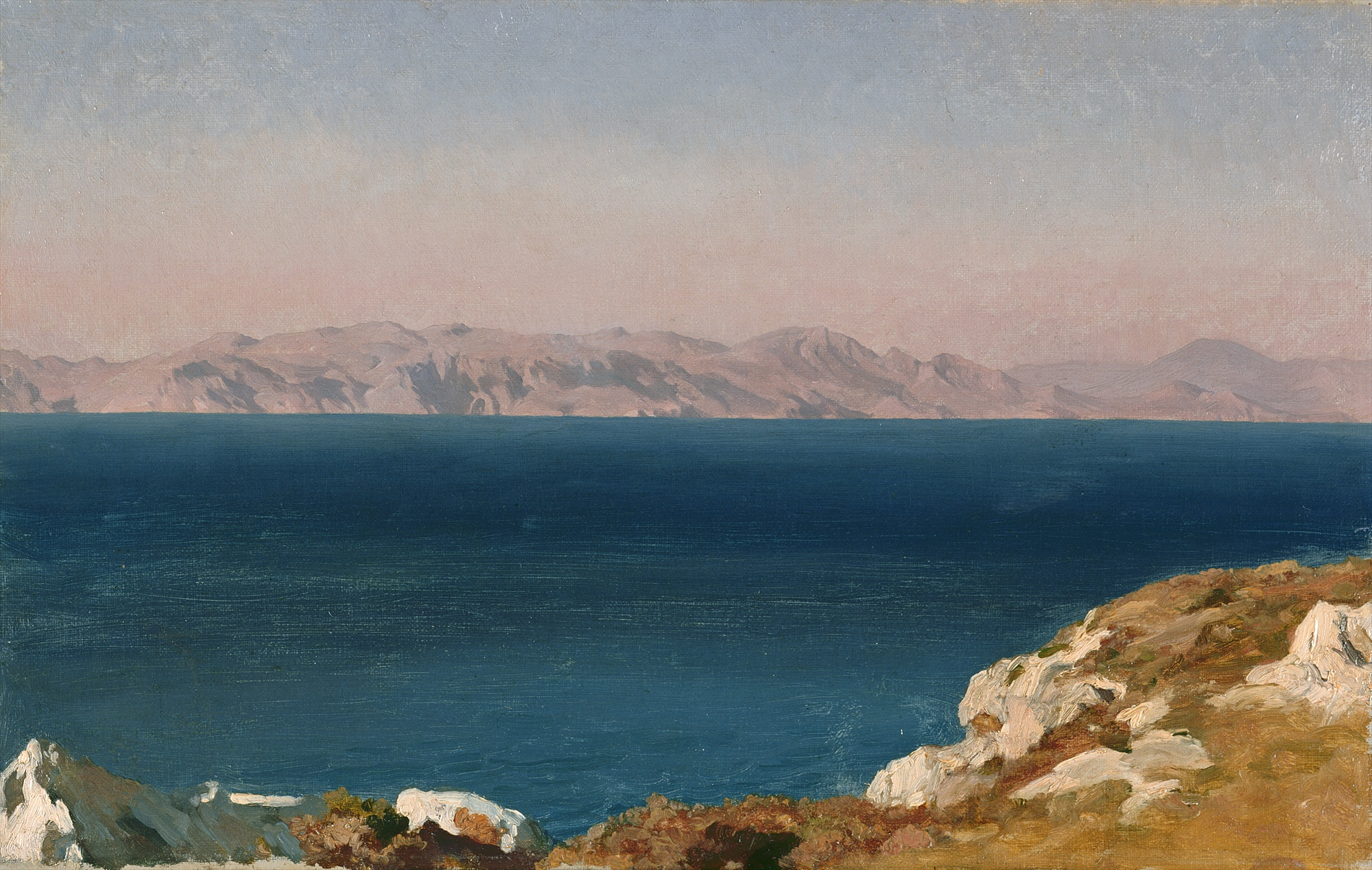
La isla de Quíos, c. 1867, Manchester Art Gallery.
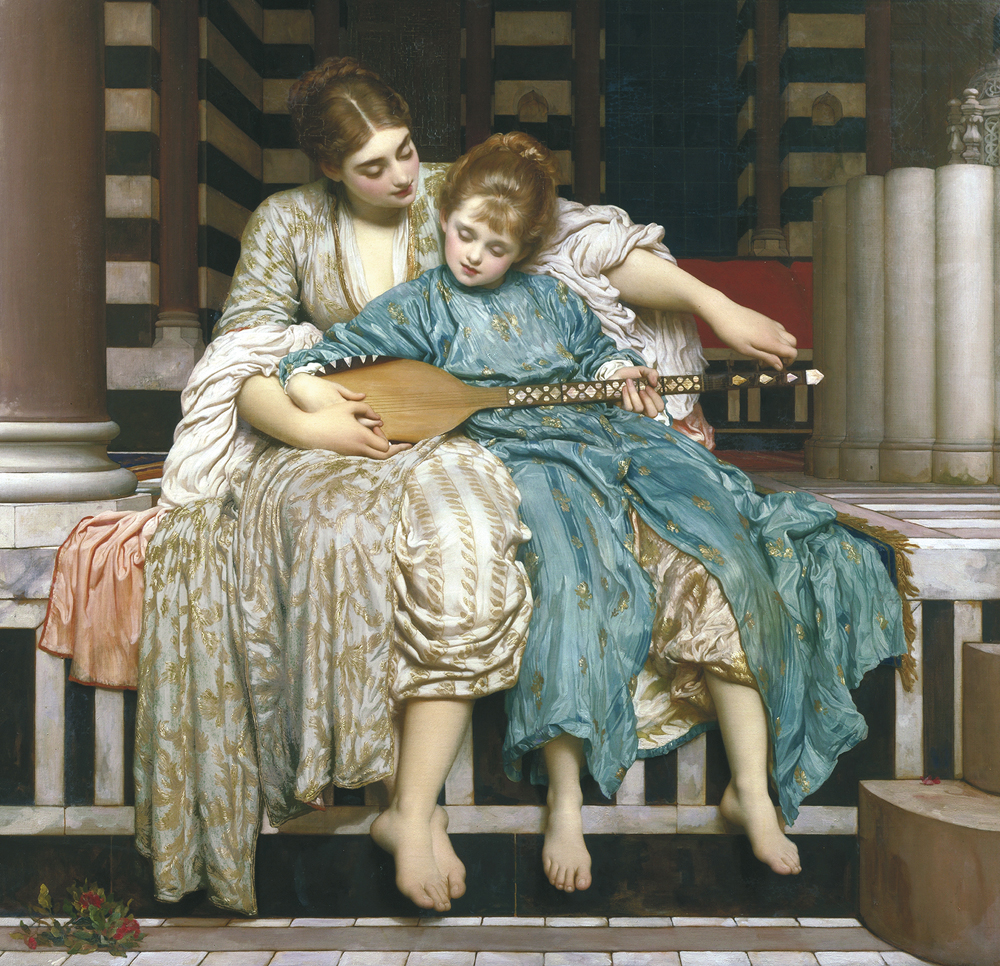
Lección de música, 1877, Guildhall Art Gallery.
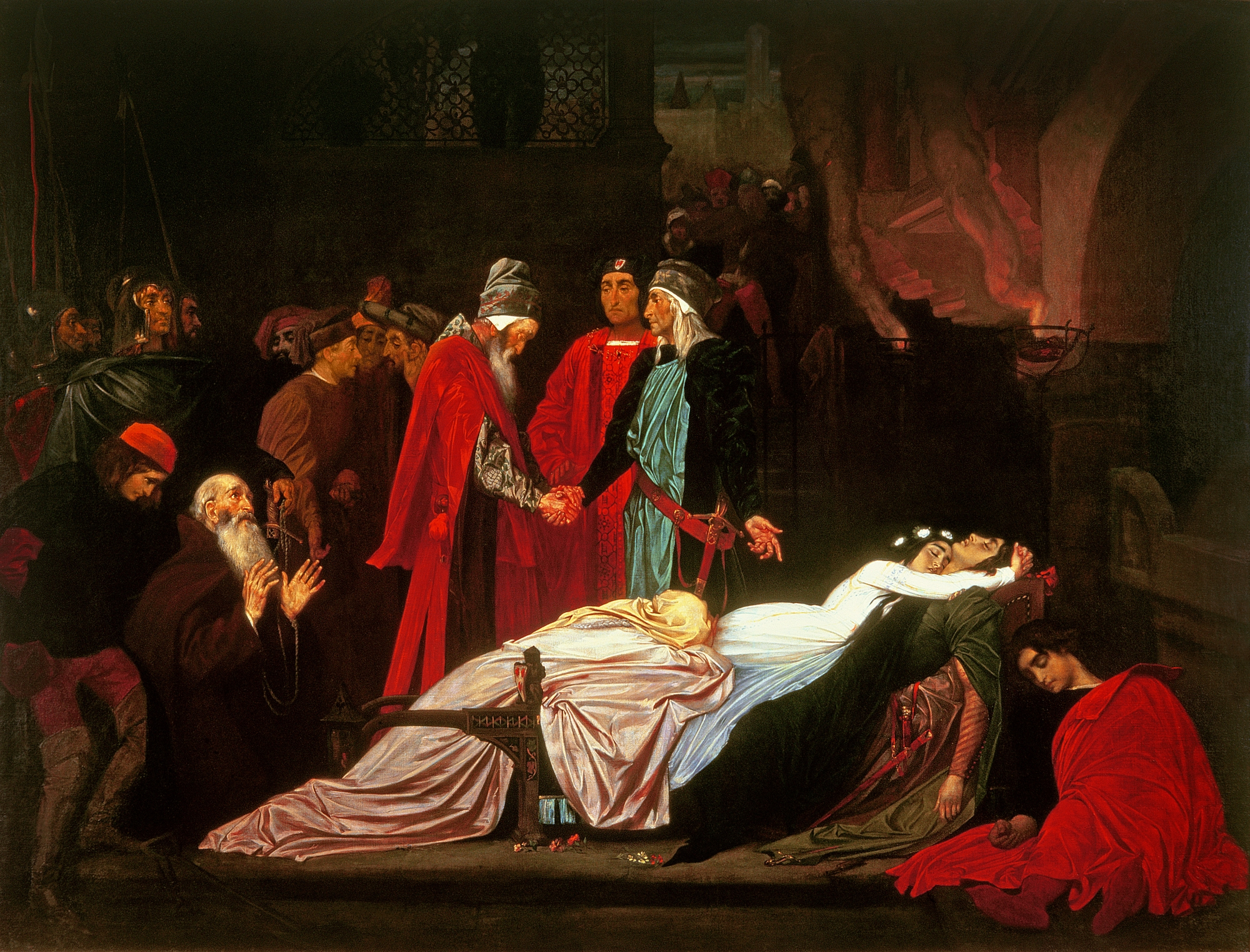
Reconciliación de Montescos y Capuletos sobre los cadáveres de Romeo y Julieta, c. 1850, Bridgeman Art Library.
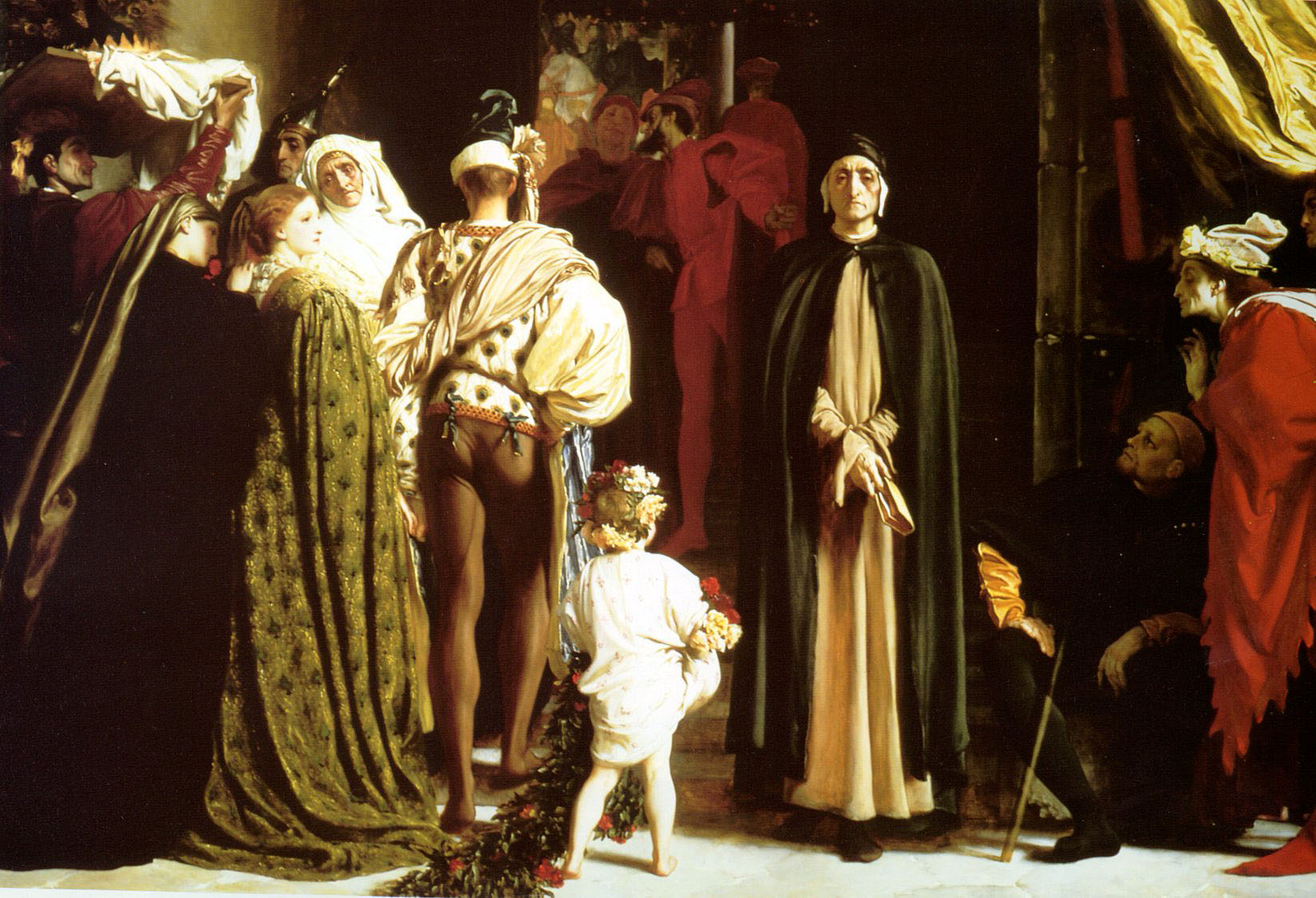
Dante en el exilio, 1864.